# 二峪河乡
二峪河乡是中国陕西省商洛市山阳县下辖的一个乡。2011年，二峪河乡撤销，辖境并入小河口镇。

## 行政区划
二峪河乡下辖以下行政区：
杨家湾村、东坪村、刘家街村、东沟口村、东洼村。